# Emerich Ráthay
Emerich Ráthay (* 4. August 1845 in Pest, Königreich Ungarn, Kaiserthum Österreich; † 9. September 1900 in Klosterneuburg, Niederösterreich) war ein österreichisch-ungarischer Weinbaufachmann. Er begründete in Österreich die Schädlingsforschung im Weinbau. Sein botanisches Autorenkürzel lautet „Ráthay“.

## Leben
Emerich Ráthay studierte am Polytechnischen Institut in Wien von 1863 bis 1866 Mathematik, Physik, Chemie, Zoologie und Botanik und an der Universität Wien von 1868 bis 1871 Mathematik, Chemie und Zoologie, war von 1869 bis 1870 Assistent an der Lehrkanzel für Zoologie und Botanik am Polytechnischen Institut und wirkte ab 1871 als ordentlicher Professor der Naturwissenschaften an der Landwirtschaftlichen Akademie in Ungarisch-Altenburg. Ab 1873 wirkte er als Professor an der Oberrealschule in Wien-Sechshaus und ab 1874 als Professor für die naturwissenschaftlichen Fächer an der neugegründeten k.u.k. Oenologischen und Pomologischen Lehranstalt in Klosterneuburg, wo er in der Nachfolge von August Wilhelm von Babo ab 1893 zunächst provisorisch und ab 19. April 1894 offiziell das Amt des Direktors übernahm.
Seine erste Veröffentlichung Getreidekörner, Mehl und Brot erregte 1874 wegen der darin beschriebenen Selbstversuche Aufsehen. Er forschte in der Folgezeit mit Schwerpunkt zur Weinrebe und deren Krankheiten und veröffentlichte mehr als 100 Arbeiten zu diesem Forschungsgebiet. 
Nach ihm wurden die 1970 neu gezüchtete rote Rebsorte Rathay sowie die Bakterien-Gattung Rathayibacter Zgurskaya, Evtushenko, Akimov u. Kalakoutskii, 1993, mit der Typusart Rathayibacter rathayi (Smith 1913) Zgurskaya, Evtushenko, Akimov u. Kalakoutskii, 1993, benannt.

## Schriften (Auswahl)
- Getreidekörner, Mehl und Brot. Alfred Hölder, Wien 1874 (books.google.de)
- Die Geschlechtsverhältnisse der Reben und ihre Bedeutung für den Weinbau. Frick, Wien 1888 (books.google.de)